# Заіченко Сергій Олександрович
Сергі́й Олекса́ндрович Заіченко — молодший сержант Міністерства внутрішніх справ України.
Станом на лютий 2017-го — в складі полку «Дніпро-1».

## Нагороди
За особисту мужність і героїзм, виявлені у захисті державного суверенітету та територіальної цілісності України, вірність військовій присязі під час російсько-української війни
- нагороджений орденом «За мужність» III ступеня (22.1.2015).